# Ирландский стаут Murphy’s

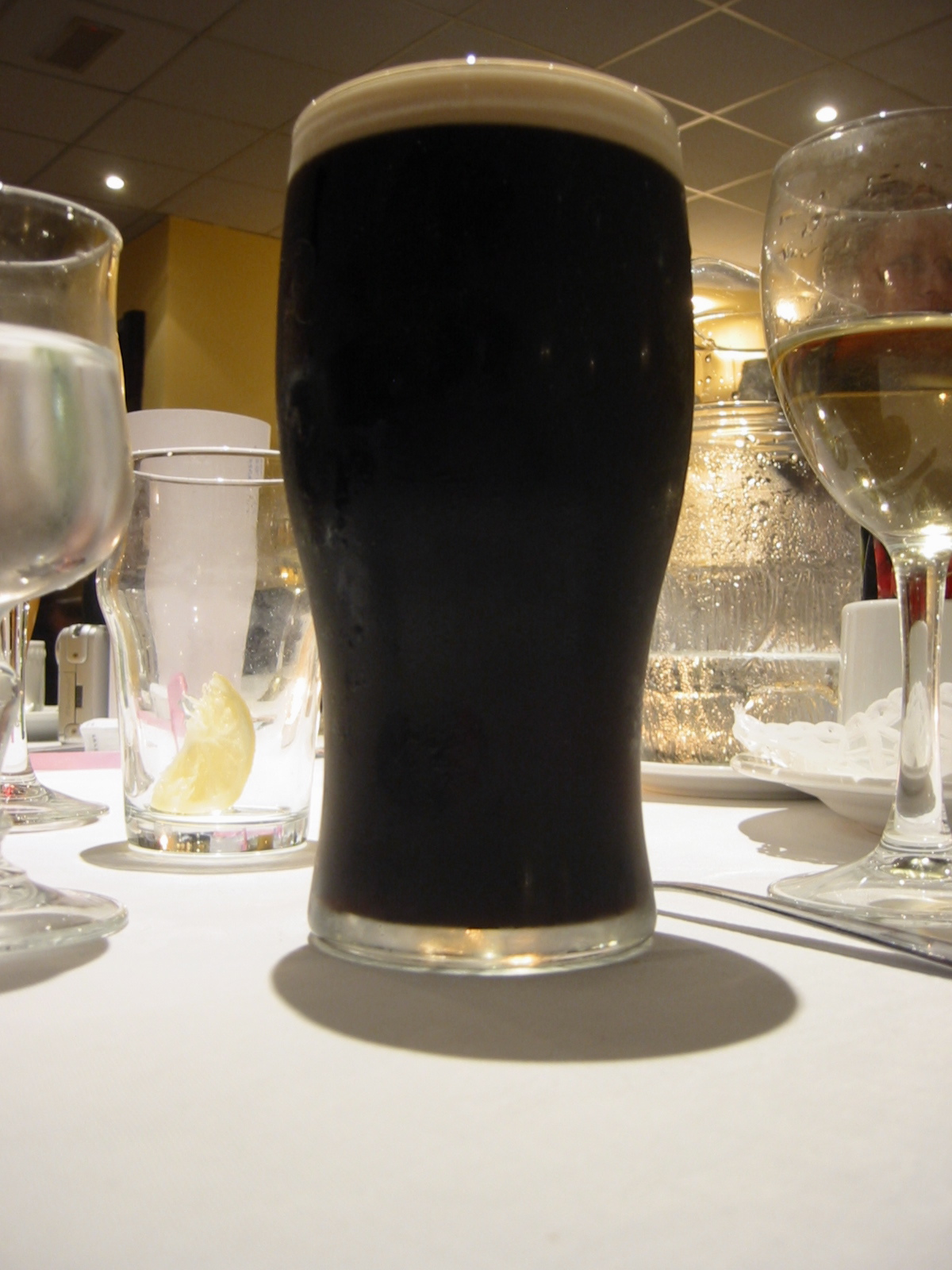
Пинта Murphy’s

Ирландский стаут Murphy’s (англ. Murphy's Irish Stout) — сухой стаут, который варят в графстве Корк с 1856 года по оригинальному рецепту пивоварни Murphy’s. В сравнении со своими основными конкурентами, Гиннессом и Бимиш, Murphy’s более светел и сладок. В его вкусе чувствуются нотки карамели и солода, также многие отмечают оттенки явного кофейного послевкусия.
Сочетание жжёного ячменя и ноток карамели напоминают многим оттенки шоколадного вкуса, в связи с чем, например, Bill West в своей статье предложил считать этот напиток «отдалённым родственником шоколадного молока». Сходство с молоком в указанной статье отмечается из-за "текстуры" напитка, однако это сравнение крайне субъективно - всё же большинство потребителей в своих отзывах сходятся во мнении, что Murphy’s более водянист, нежели тот же Гиннес.
Сорт имеет густой чёрный цвет, «как крепкий капучино», а его пенную «шапку» хвалят за густоту и «кремовость».
Вкусовые качества Murphy’s во многом схожи с его более популярным собратом с арфой, на это указывает близость или полная аналогичность формулировок, которыми описывают вкусы этих двух сортов, да и в целом многие любители пива чаще других сравнивают именно эти два сорта. Кроме схожести вкусов нельзя не отметить явное копирование подхода к пенообразованию - в баночной версии Murphys Irish Stout (также как и в Гиннесе) имеется азотная капсула, однако в обзорах часто отмечают что пена Murphy’s хотя и действительно образует бархатную "шапку" после открытия банки, но пена эта получается не такая долговременная и плотная.
Murphy’s доступен более чем в семидесяти странах мира, потребление этого стаута растёт самыми быстрыми темпами (в сравнении с прочими стаутами).